# Adenia glauca
Adenia glauca är en passionsblomsväxtart som beskrevs av Schinz. Adenia glauca ingår i släktet Adenia och familjen passionsblomsväxter. Inga underarter finns listade i Catalogue of Life.

## Bildgalleri

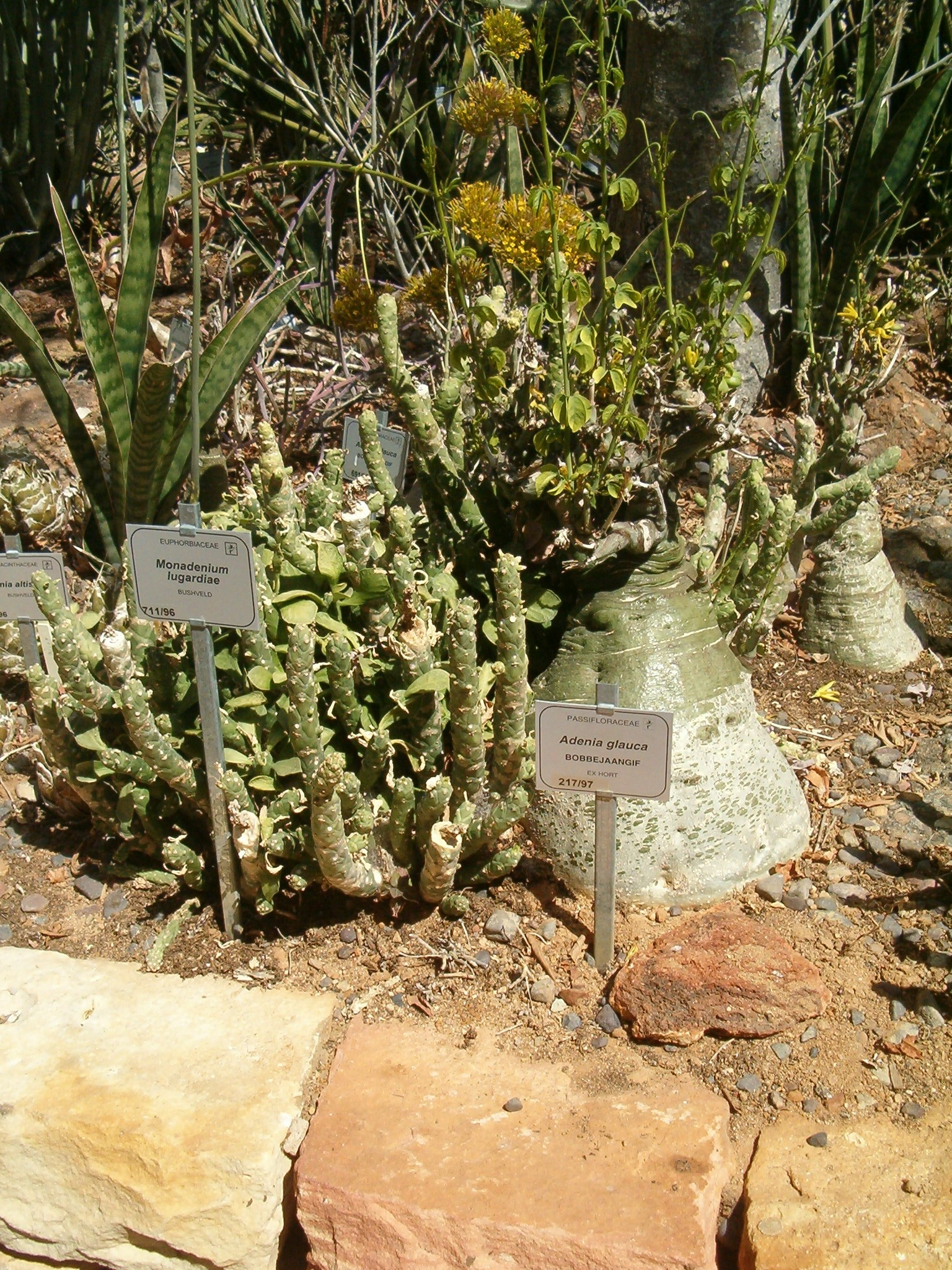
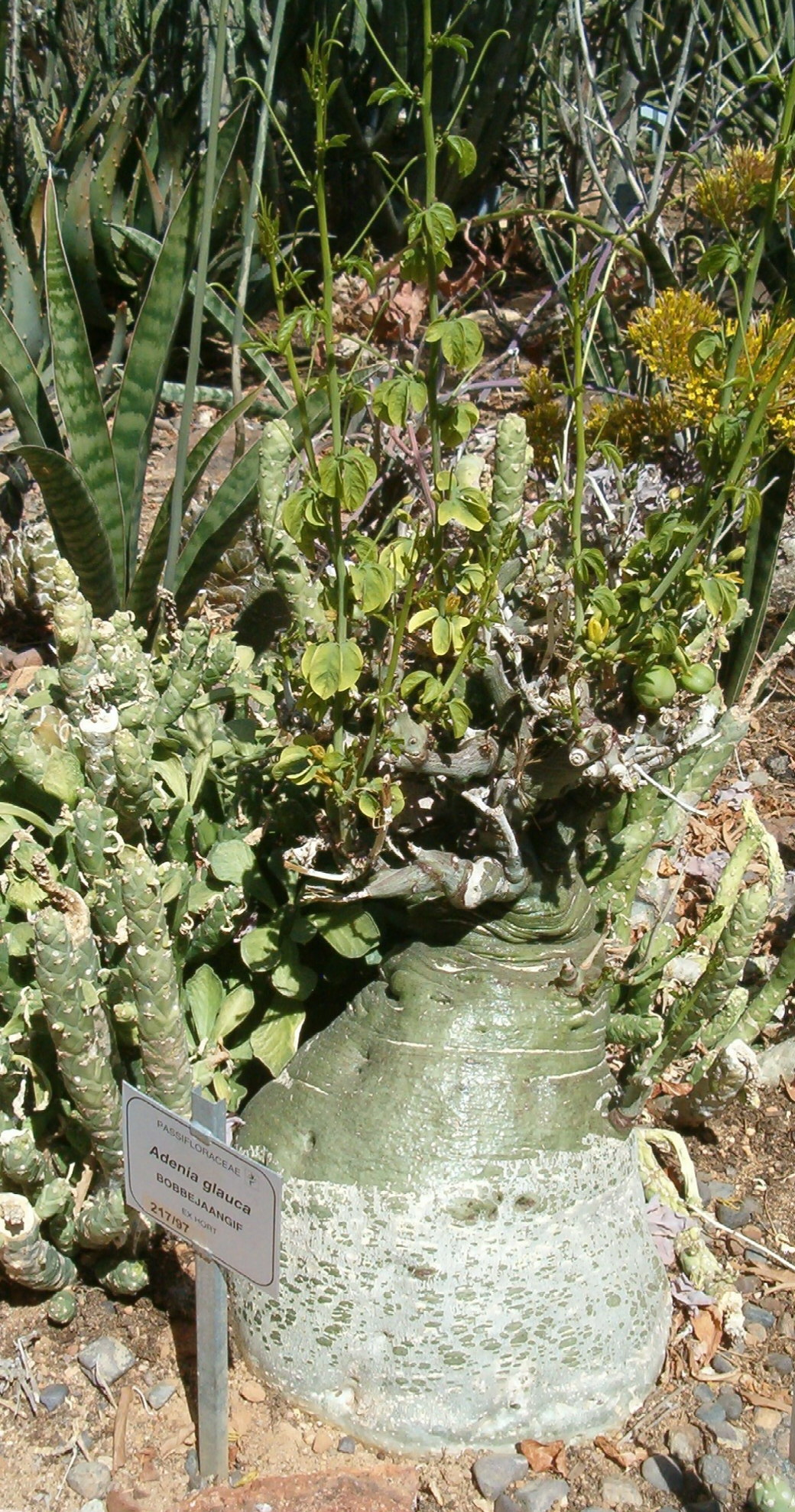
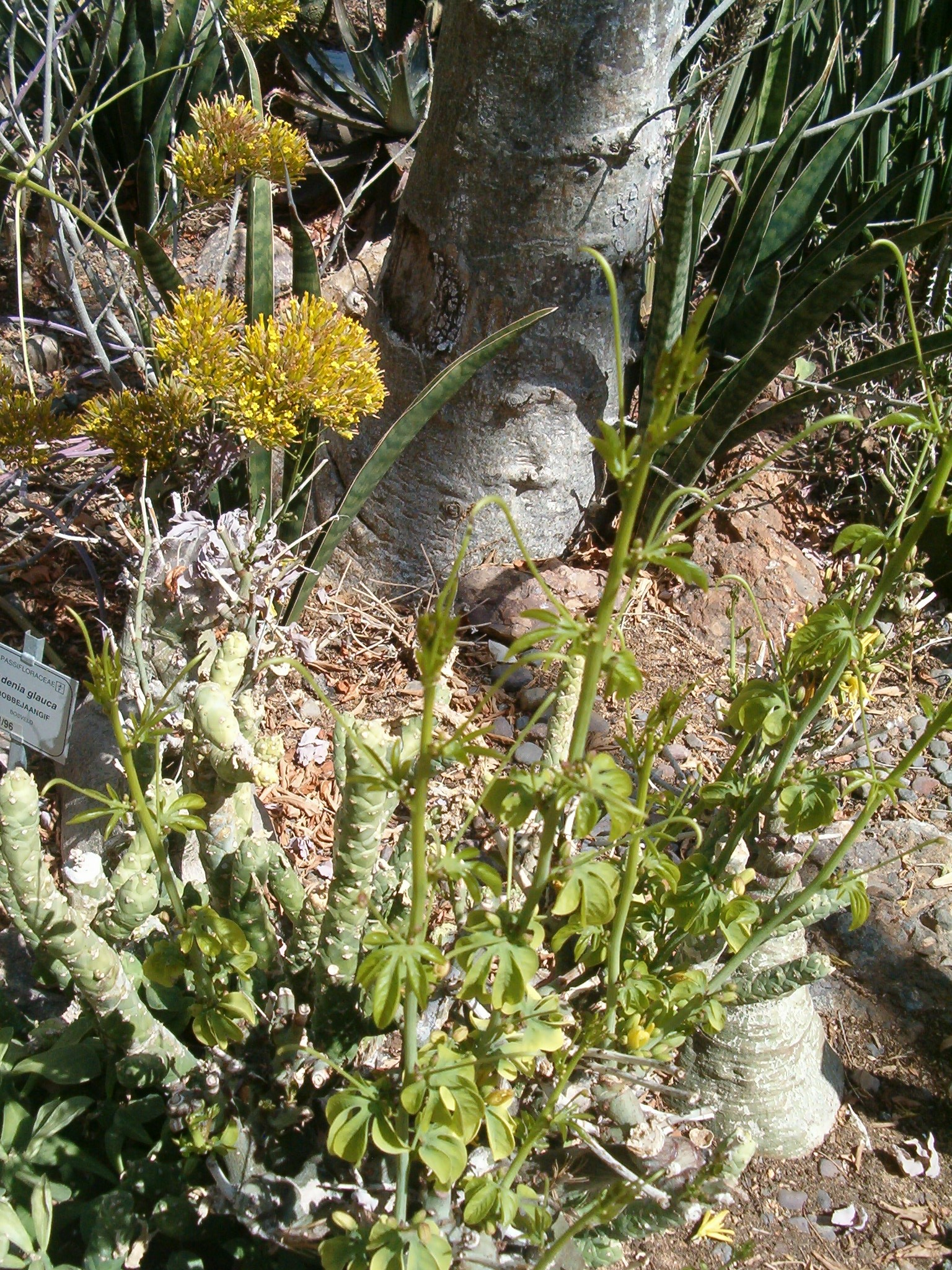
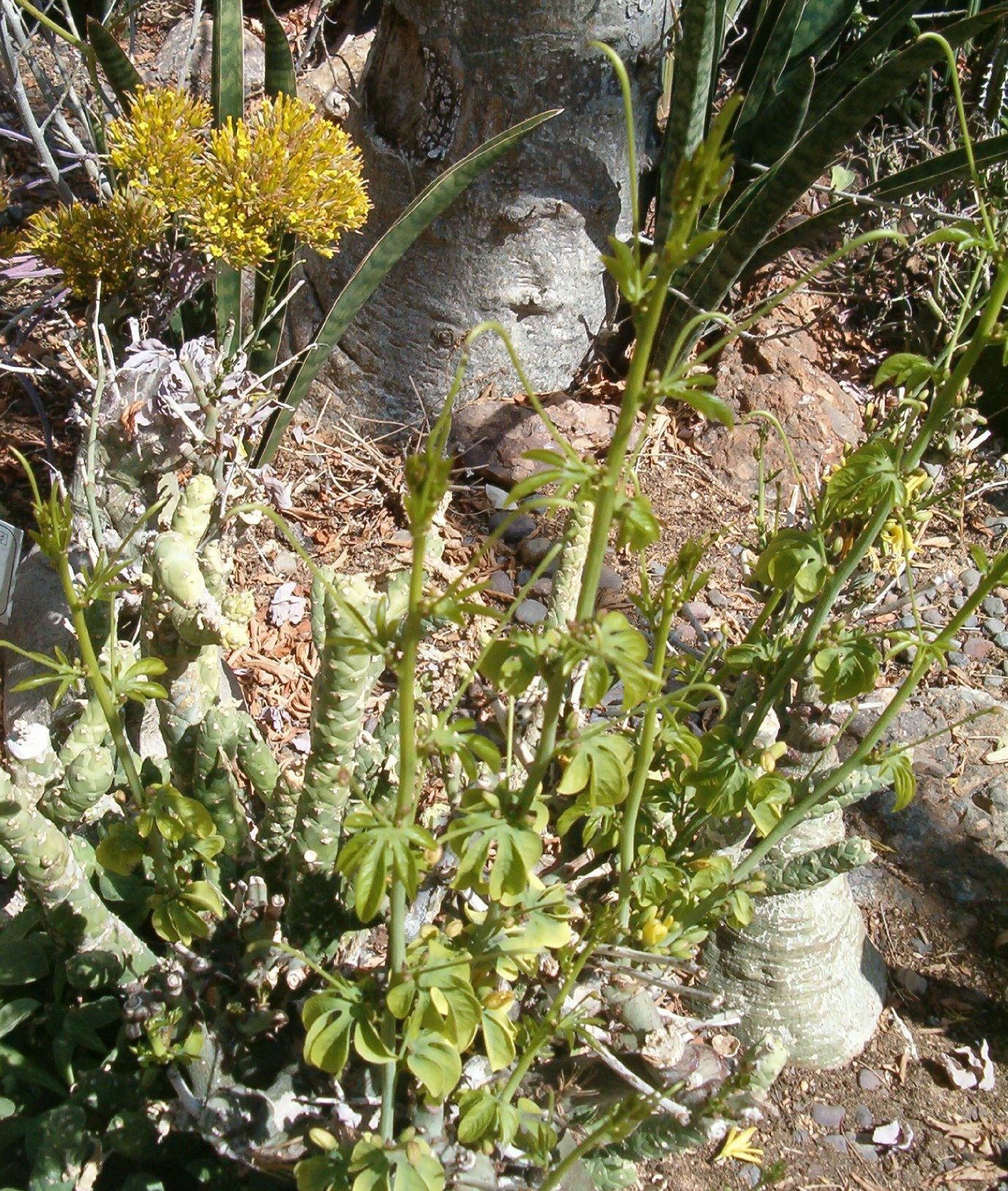
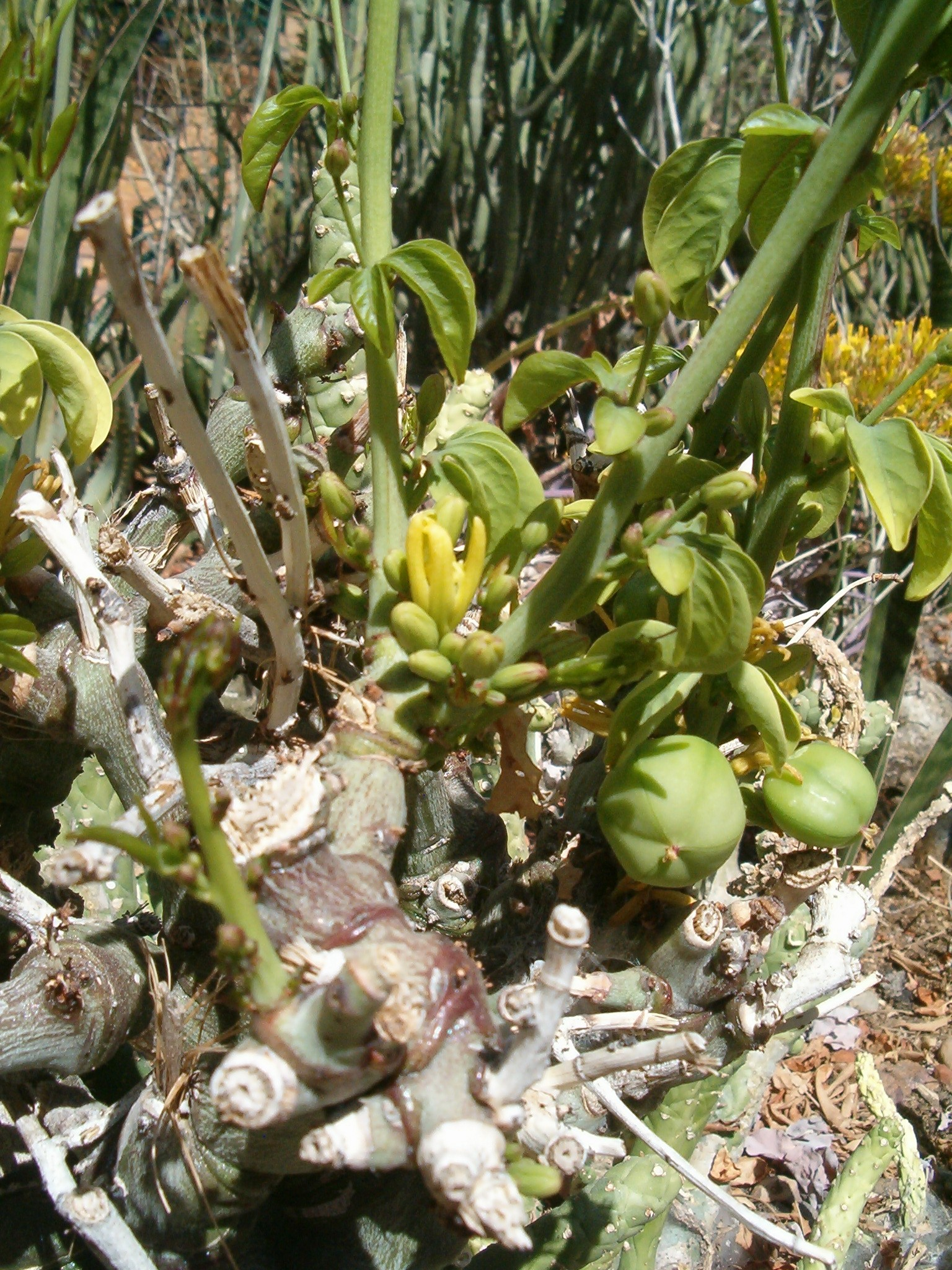
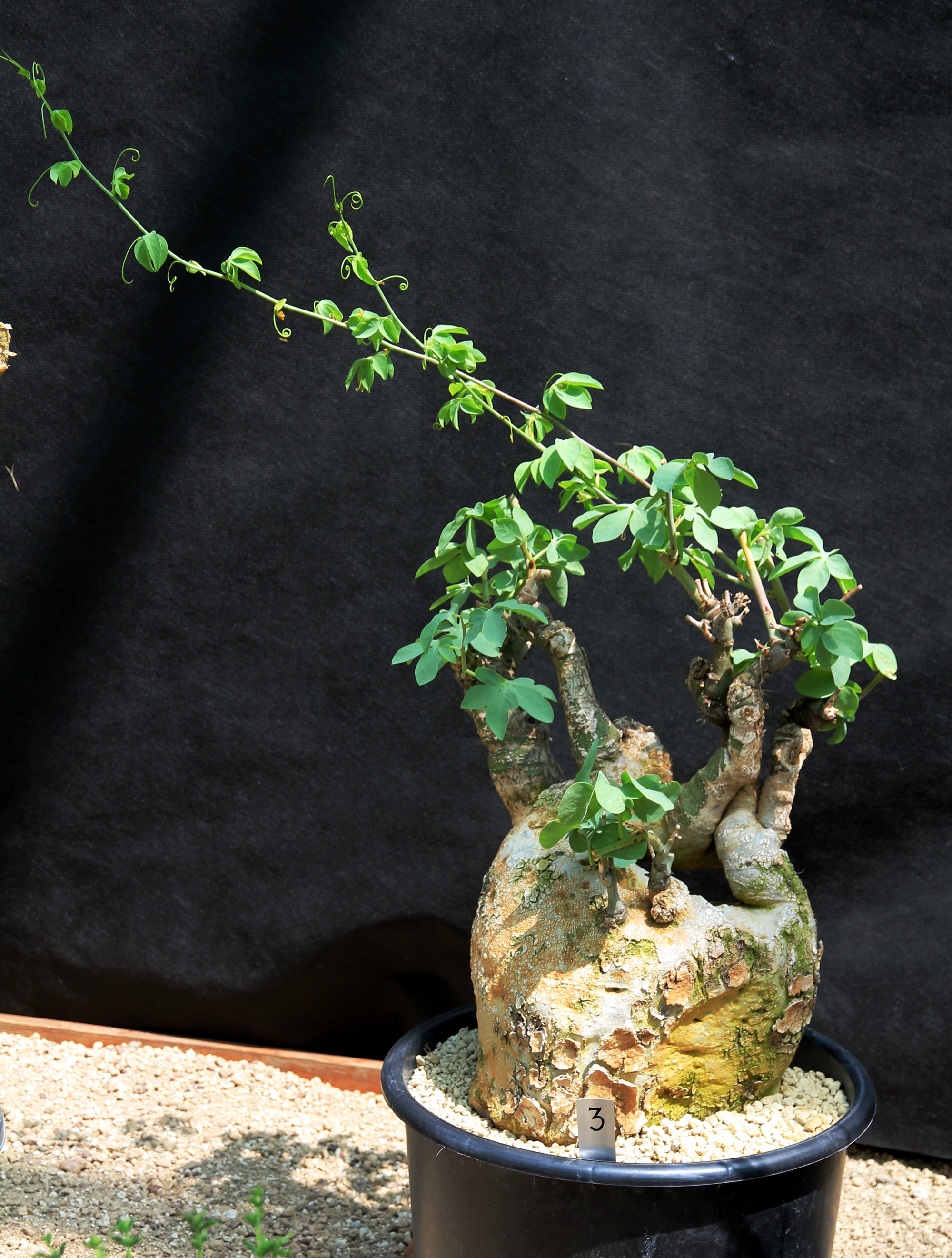